# Avions Amiot
SECM (акроним от Société d'Emboutissage et de Constructions Mécaniques — Сосьете эмботисаж конструксьон механик) — ныне не существующая французская авиастроительная компания. Известна также как SECM-Amiot, Avions Amiot и Amiot.

## История
Во время Первой мировой войны французское министерство обороны решило привлечь к разработке и выпуску авиационной техники частные компании. 26 июля 1916 года инженером Феликсом Амио при финансовой поддержке братьев Вертхаймер была основана фирма SECM, открывшая свою контору в Париже на авеню-де-Терн. Фирма первоначально занималась обслуживанием и лицензионным производством самолётов французской (Morane-Saulnier, Breguet) и британской (Sopwith) разработки. Её деятельность расширилась настолько, что в конце 1917 года пришлось открыть вторую фабрику в пригороде Коломб.
После войны, в 1919 году, компания оставляет парижскую фабрику и переезжает к обновлённому заводу в Коломбе, где с начала следующего десятилетия, одновременно с продолжением лицензионного выпуска, разрабатываются новые модели, преимущественно бипланной схемы, предназначенные для рынка гражданской авиации, например, туристический SECM 20 и транспортный SECM 23, а также учебные SECM 22 и SECM 24.
В 1927 году Амио приобрёл производившую гидросамолёты фирму Latham в Кодбек-ан-Ко. Она оставалась дочерним подразделением до 1930 года, когда французское правительство создало объединение Société Générale Aéronautique (S.G.A.). Оно включало в себя нескольких авиационных производителей: Hanriot, CAMS, Nieuport-Astra (вместе с дочерним предприятием SAB) и принадлежащую государству автокомпанию Lorraine-Dietrich. Владельцы её акций братья Вертхаймер получили крупные дивиденды, но в 1934 году компанию постиг крах, и, чтобы избежать скандала, правительство разрешило им, а также Феликсу Амио и Марселю Блоку выкупить активы по низкой цене. В последующие годы SECM разработала несколько моделей самолётов, в том числе летающую лодку Amiot 110S, бомбардировщики Amiot 122, 143, 340, 350, разведчик Amiot 130 и самолёт большой дальности Amiot 370. Во время начавшегося перевооружения авиации компания добилась значительных коммерческих успехов, представив бомбардировщик Amiot 140, на базе которого появилось целое семейство самолётов, среди них самым известным был Amiot 143.
В 1937 году SECM подверглась частичной национализации: завод в Коломбе удалось сохранить, а находившийся в Кодебек-ан-Ко перешёл под государственное управление и стал частью SNCAN. Чтобы компенсировать потерю, годом позже строится новый завод в Шербуре.
У новых моделей бомбардировщиков 300-х серий, разработанных до начала Второй мировой войны оказалось множество «детских болезней» и отношения между SECM и ВВС Франции pзначительно ухудшилось. Несомненно, имели место ошибки конструктора, но другой, не менее важной причиной задержек было само министерство авиации, регулярно изменявшее требования к технике, а также условия оплаты и предоставления кредитов и т. д. Кроме того, действительно массовый выпуск авиатехники во Франции был проблематичным, в январе 1939 года Пьер Вертхаймер отправился в США, намереваясь организовать производство в Новом Орлеане (Флорида). С началом Второй мировой войны братья Вертхаймер немедленно покинули Францию и через Бразилию перебрались в Нью-Йорк, оставив Феликса Амио присматривать за их собственностью.
3 июня 1940 года заводы компании в Ле Бурже подверглись сильной бомбардировке. Через два дня настал черёд предприятий Шербура. 10 июня Феликс Амио эвакуировал персонал (около 3000 человек) на юг Франции. От правительства, перебравшегося в Бордо, он получил 3 миллиона франков в качестве компенсации за полученные до войны заказы. По условиям перемирия он должен был вернуть людей в Париж, но их удалось оставить в свободной зоне. Конструкторское бюро оказалось в Виши, а сам Амио пытался получить остаток платежей по довоенным заказам и выбить новое финансирование. Он также создал авиационную фабрику в Марселе, привлекая к работам на ней рабочих из системы принудительного труда S.T.O.
Весной 1942 года оставшиеся на оккупированной территории сотрудники компании попытались воссоздать авиапроизводство. Они обратились к Пьеру Вертхаймеру, на тот момент занимавшему административную должность на американском заводе Bell, но из затеи ничего не вышло. Тогда они предприняли попытку сформировать эскадрилью Свободной Франции в Северной Африке. Феликсу Амио удалось за свой счёт и при поддержке британцев (с которыми он делился информацией) переправить туда десяток человек, но их агентурная сеть была провалена в мае 1943 года после ареста гестапо её главы Ива Мориса в Перпиньяне.
В годы оккупации Феликс Амио пытался сохранить оставленное ему на сохранение имущество семьи Вертхаймер, включавшее замки, фабрики, дома моды, конюшни и т. д. Для этого он пошёл на подлог (при выкупе их парфюмерных компаний), заявив что они были «чисто арийскими», и на сотрудничество с оккупантами, строя для немецкой фирмы Junkers 370 транспортников Ju 52 (за что получил 1,2 млрд франков).
После освобождения, 6 сентября 1944 года он (вместе с остальным руководством SECM) был арестован по обвинению в коллаборационизме и антиобщественном поведении, также братья Вертхаймер начали против него гражданское производство, чтобы вернуть максимум конфискованного за время войны. Однако, вскоре Амио освободили, разбирательство закончилось в 1947 году отказом от обвинений.
Реквизированная в ноябре 1944 года SECM была двумя годами позже национализирована посредством продажи государству, и, таким образом, прекратила свою деятельность в области авиастроения. Заводе в Коломбе в 1945 году получил наименование (Ateliers Aéronautiques de Colombes) и вплоть до 1947/1948 года выпускал Ju 52 под названием Amiot AAC.1 Toucan для французских вооружённых сил и гражданских авиалиний во Франции и на заморских территориях.
Феликс Амио в дальнейшем перешёл к проектированию и строительству кораблей, для чего выкупил в Шербуре верфь, переименованную в Constructions mécaniques de Normandie (CMN), именно с неё в 1969 году в ходе операции «Ноев ковчег» израильтяне угнали пять ракетных катеров типа «„Саар-3“». Умер он в 1974 году.

## Продукция фирмы

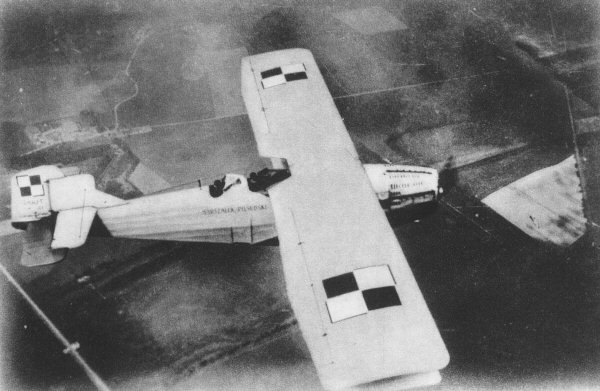
Amiot 123 «Marszałek Piłsudski» во время трансатлантического перелёта

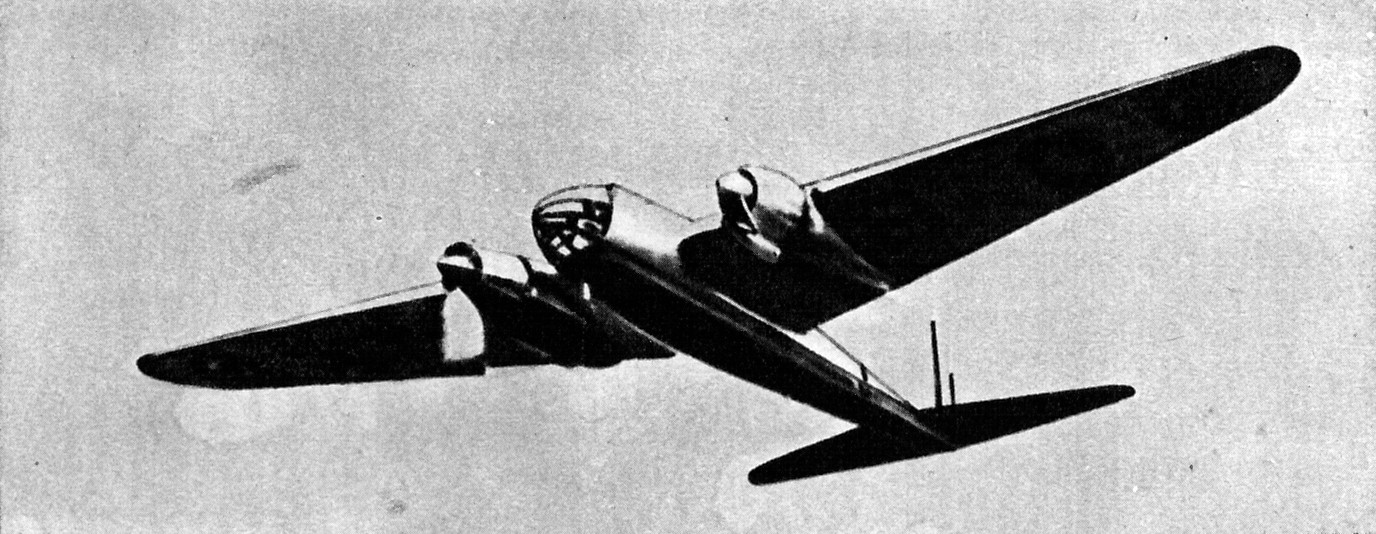
Amiot 340

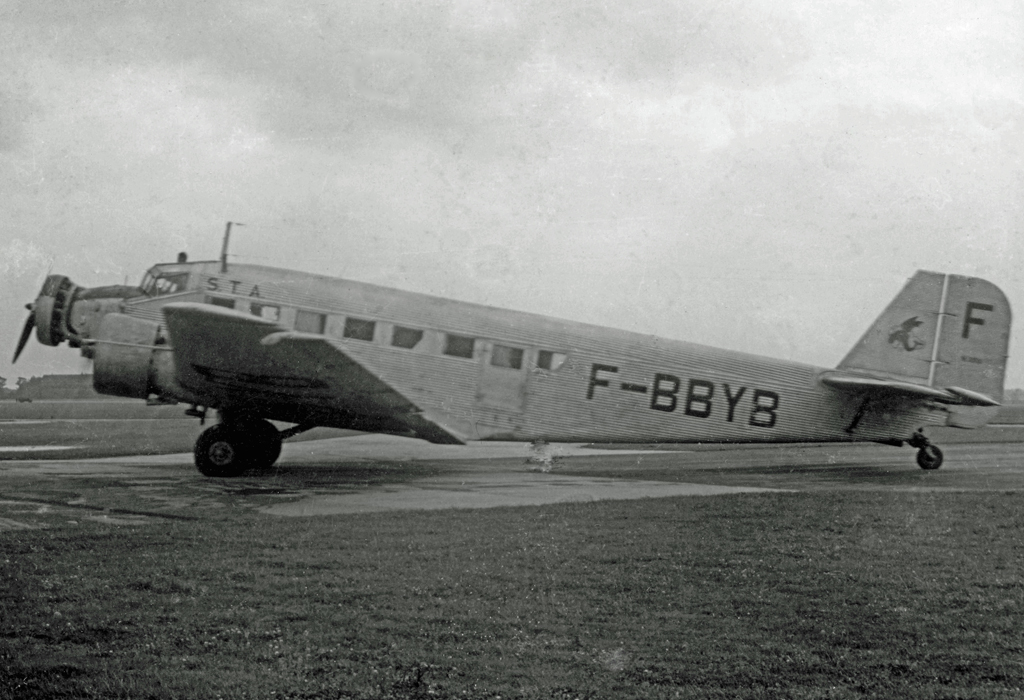
AAC.1 Toucan F-BBYB (1948)

- SECM 20 Lutèce (1921) (двухместный самолёт для туризма, 1 экземпляр);
- SECM 21 (двухместный);
- SECM 22 (1922) (двухместный биплан, 3 экземпляра);
- SECM 23 (1922) (трёхместный самолёт авиаразведки /транспортник, 1 экземпляр);
- SECM 24 (1922) (учебный биплан, 1 экземпляр);
- SECM 25 (проект учебного самолёта, не строился);
- SECM 26 (учебный, 1 экземпляр);
- SECM 100 (двухместный ночной бомбардировщик, 1 экземпляр);
- SECM 120 (двухместный ночной бомбардировщик, 3 экземпляра);
- Amiot 110C1 (1928) (прототип истребителя, одноместный цельнометаллический шестиплан);
- Amiot 110S (1931) (разведывательная летающая лодка, 2 экземпляра);
- Amiot 122 (1928) Бомбардировщик/штурмовик;
- Amiot 123 Вспомогательный самолёт для ВВС Польши;
- Amiot 124 Бомбардировщик/штурмовик;
- Amiot 125 Бомбардировщик/штурмовик;
- Amiot 130 (1931) (прототип разведчика с крылом парасоль);
- Amiot 140 разведчик-бомбардировщик;
- Amiot 140;
- Amiot 143 разведчик-бомбардировщик;
- Amiot 150 поплавковый торпедоносец на базе 143;
- Amiot 340 (трёхместный средний бомбардировщик, 1 экземпляр);
- Amiot 350;
- Amiot 351 средний бомбардировщик;
- Amiot 354 (1940) средний бомбардировщик;
- Amiot 356 (1940) (дальний бомбардировщик, 1 экземпляр);
- Amiot 370 (1937) курьерский самолёт;
- Amiot 380Bn5 (проект пятиместного стратегического бомбардировщика);
- Amiot 400 (проект высотного самолёта);
- Amiot AAC.1 Toucan- (Junkers Ju 52) 370+400 экземпляров.